# Carbonari

Vlag van de Carbonari

De Carbonari (Nederlands: houtskoolbranders of kolenbranders) waren leden van een geheime, revolutionaire groepering tijdens de eerste 30 jaar van de 19e eeuw die de eenwording van de Italiaanse gebieden voorstond en daarmee een bijdrage leverde binnen de periode van het Risorgimento (1815-1870). Zij streefden naar de oprichting van een constitutionele monarchie of republiek waarmee een einde gemaakt zou worden aan elke vorm van absolute macht, waaronder die van de paus.

## Organisatie
De organisatie van de Carbonari was geïnspireerd op die van de vrijmetselarij. De diverse cellen (afdelingen) waren verspreid over geheel Italië en leden kwamen in het geheim samen in barracas (hutten). Deze benamingen evenals andere aspecten van de organisatie waaronder de inwijdingsrituelen waren gebaseerd op de handel in houtskool, waaraan de organisatie dan ook hun naam ontleende.
De leden van de Carbonari waren verdeeld in twee klassen: leerling en meester. Meester werden diegenen die minimaal zes maanden leerling waren geweest of zij die als vrijmetselaar toetraden tot het genootschap.

## Geschiedenis
Het optreden van de Carbonari kwam voor het eerst aan het licht in het koninkrijk Napels rond 1815. Het doel van de Carbonari was de oprichting van een constitutionele monarchie of een republiek; ze wilden ook de rechten van gewone mensen verdedigen tegen alle vormen van absolutisme. Na de val van Bonaparte richtten zij zich meer op het nationalistische gevoel en bestreden zij ook de Oostenrijkse invloed binnen de Italiaanse gebieden. In 1820 dwongen zij koning Ferdinand I van de Beide Siciliën een constitutionele monarchie af te kondigen. Dit succes bracht Carbonari in het koninkrijk Sardinië ertoe dezelfde eis aan koning Victor Emanuel I voor te leggen, die hierop besloot af te treden ten gunste van zijn broer Karel Felix (1821). Beide politieke omwentelingen waren slechts van korte duur doordat met hulp van de legers van de Heilige Alliantie (Rusland, Oostenrijk en Pruisen) de opstanden onderdrukt werden en de situatie van vóór 1820 weer hersteld werd. Hierop besloten verschillende Carbonari het land te ontvluchten en zich vooral in Frankrijk te vestigen.
Bij het uitbreken van de Julirevolutie in 1830 te Frankrijk, die zich richtte tegen koning Karel X, waren ook de Carbonari actief. Het succes dat geboekt werd, was aanleiding om te geloven dat soortgelijke opstanden ook mogelijk moesten zijn in Italië. Begin 1831 slaagden de Carbonari er dan ook in verschillende steden binnen de Kerkelijke Staat los te maken van het pauselijk bestuur en er een tijdelijke republiek te vestigen. Op aandrang van paus Gregorius XVI waren het opnieuw de Oostenrijkse legers die ingrepen en de opstand neersloegen. Hierop volgden grootschalige vervolging van de Carbonari waardoor veel leden besloten uit te treden en toe te treden tot een nieuwe beweging, Giovane Italia (Jong Italië), geleid door Giuseppe Mazzini.

## De kerk contra de Carbonari
Door hun antikerkelijke houding – hoewel zij de heilige Theobaldus van Provins als hun patroonheilige erkenden - stuitte het optreden van de Carbonari op verzet binnen de Rooms-Katholieke Kerk. In 1814 was door de kardinalen Ercole Consalvi en Bartolomeo Pacca een edict uitgevaardigd dat lidmaatschap van de Carbonari en vrijmetselarij verbood. Daaraan voegde paus Pius VII in 1821 de apostolische constitutie Ecclesiam a Jesu Christo toe, die – hoewel deze zich op de eerste plaats richtte tegen de vrijmetselarij - de Carbonari gelijkschakelde aan leden van de vrijmetselarij. De paus verweet de Carbonari dat zij het religieus gedachtegoed bezoedelden, de positie van de kerk ondermijnden en zich richtten tegen het primaatschap van de paus. Daarom werden alle leden geëxcommuniceerd alsook diegenen die zich schuldig maakten aan samenwerking met de Carbonari. In 1889 werd op de plaats waar Giordano Bruno verbrand werd, op het Campo de' Fiori, een standbeeld opgericht door de Carbonari, dat kijkt in de richting van het Vaticaan

## Carbonari in Europa
Naast hun optreden in Frankrijk was de invloed van de Carbonari in de rest van Europa slechts beperkt. In Portugal leidde hun optreden in 1908 tot de moorden op de Portugese koning Karel I en diens zoon, kroonprins Lodewijk Filips.
Toch bestonden er onder aanhangers van de Carbonari ook verschillende Europese notabelen, waaronder Karel Lodewijk Napoleon Bonaparte (de later Franse keizer Napoleon III), Gilbert du Motier (markies de la Fayette) en George Gordon Byron, beter bekend als Lord Byron.

## Bron
- (en) "Carbonari", lemma in Catholic Encyclopedia, 1913